# Фронтон (коммуна)
Фронто́н (фр. Fronton, окс. Frontonh) — коммуна во Франции, находится в регионе Юг — Пиренеи. Департамент — Верхняя Гаронна. Входит в состав кантона Фронтон. Округ коммуны — Тулуза.
Код INSEE коммуны — 31202.

## География

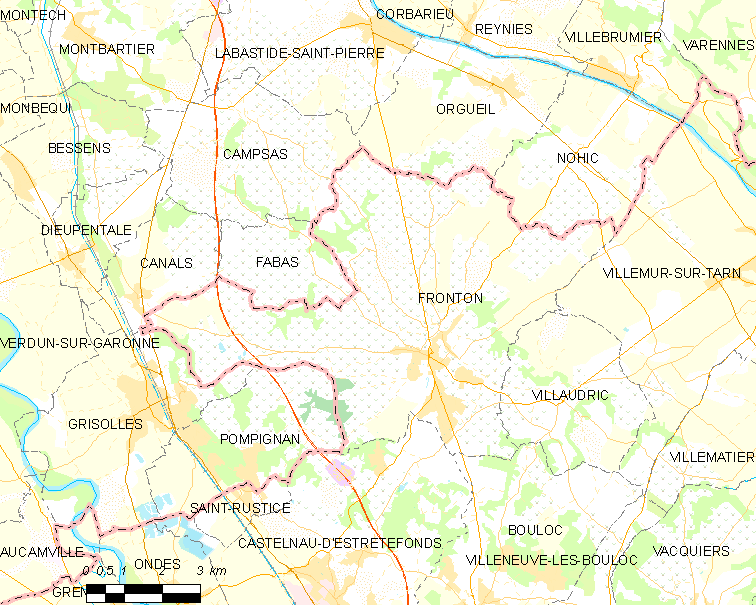
Карта коммуны

Коммуна расположена приблизительно в 570 км к югу от Парижа, в 27 км к северу от Тулузы.

## Климат
Климат умеренно-океанический. Зима мягкая и снежная, весна характеризуется сильными дождями и грозами, лето сухое и жаркое, осень солнечная. Преобладают сильные юго-восточные и северо-западные ветры.

## Население
Население коммуны на 2010 год составляло 5594 человека.
| 1962 | 1968 | 1975 | 1982 | 1990 | 1999 | 2010 |
| ---- | ---- | ---- | ---- | ---- | ---- | ---- |
| 2169 | 2272 | 2525 | 2814 | 3355 | 3889 | 5594 |

## Администрация
| Период | Период | Фамилия             | Партия                             | Примечания |
| ------ | ------ | ------------------- | ---------------------------------- | ---------- |
| 1945   | 1971   | Андре Ре            | Социалистическая партия            |            |
| 1971   | 2001   | Жан Тиссоньер       | Объединение в поддержку республики |            |
| 2001   | 2014   | Мари-Элен Шампаньяк | Союз за народное движение          |            |
| 2014   | 2020   | Юго Каваньяк        | беспартийный                       |            |

## Экономика
В 2010 году среди 3481 человека трудоспособного возраста (15—64 лет) 2701 были экономически активными, 780 — неактивными (показатель активности — 77,6 %, в 1999 году было 71,1 %). Из 2701 активных жителей работали 2460 человек (1305 мужчин и 1155 женщин), безработных было 241 (99 мужчин и 142 женщины). Среди 780 неактивных 328 человек были учениками или студентами, 239 — пенсионерами, 213 были неактивными по другим причинам.

## Достопримечательности
- Церковь Успения Божьей Матери (XII век). Исторический памятник с 1981 года[5]

## Фотогалерея

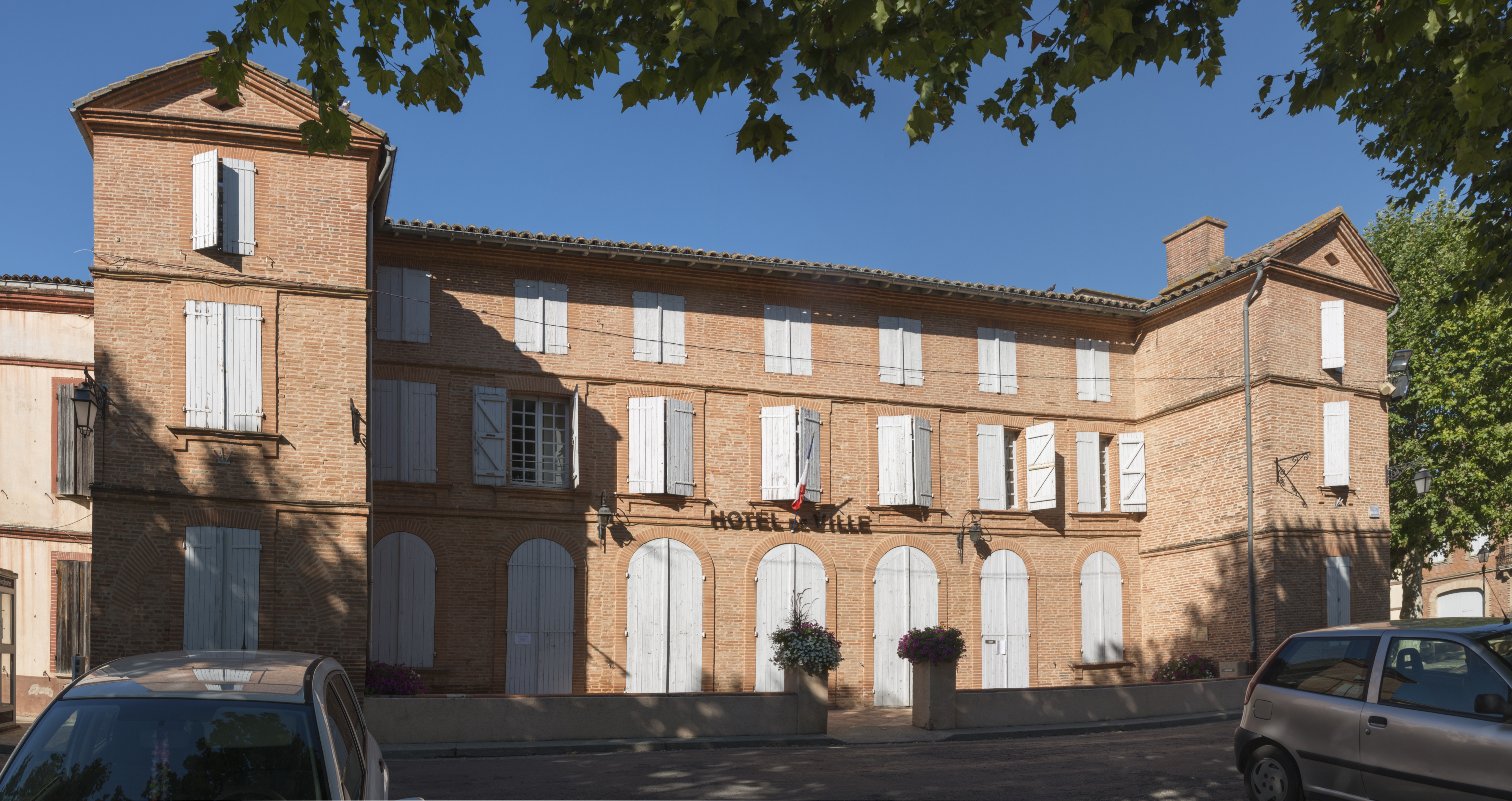
Мэрия
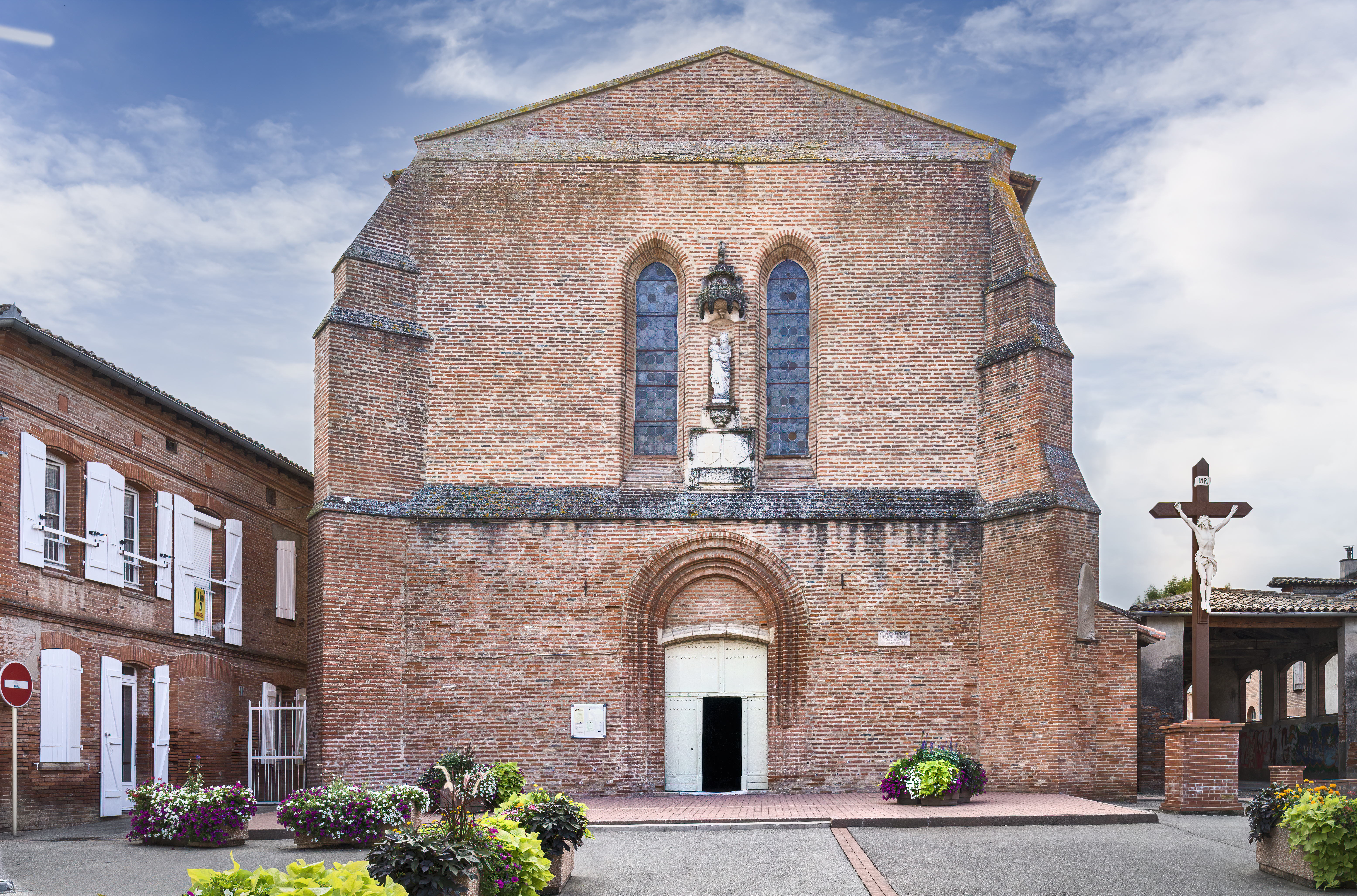
Церковь Успения Божьей Матери
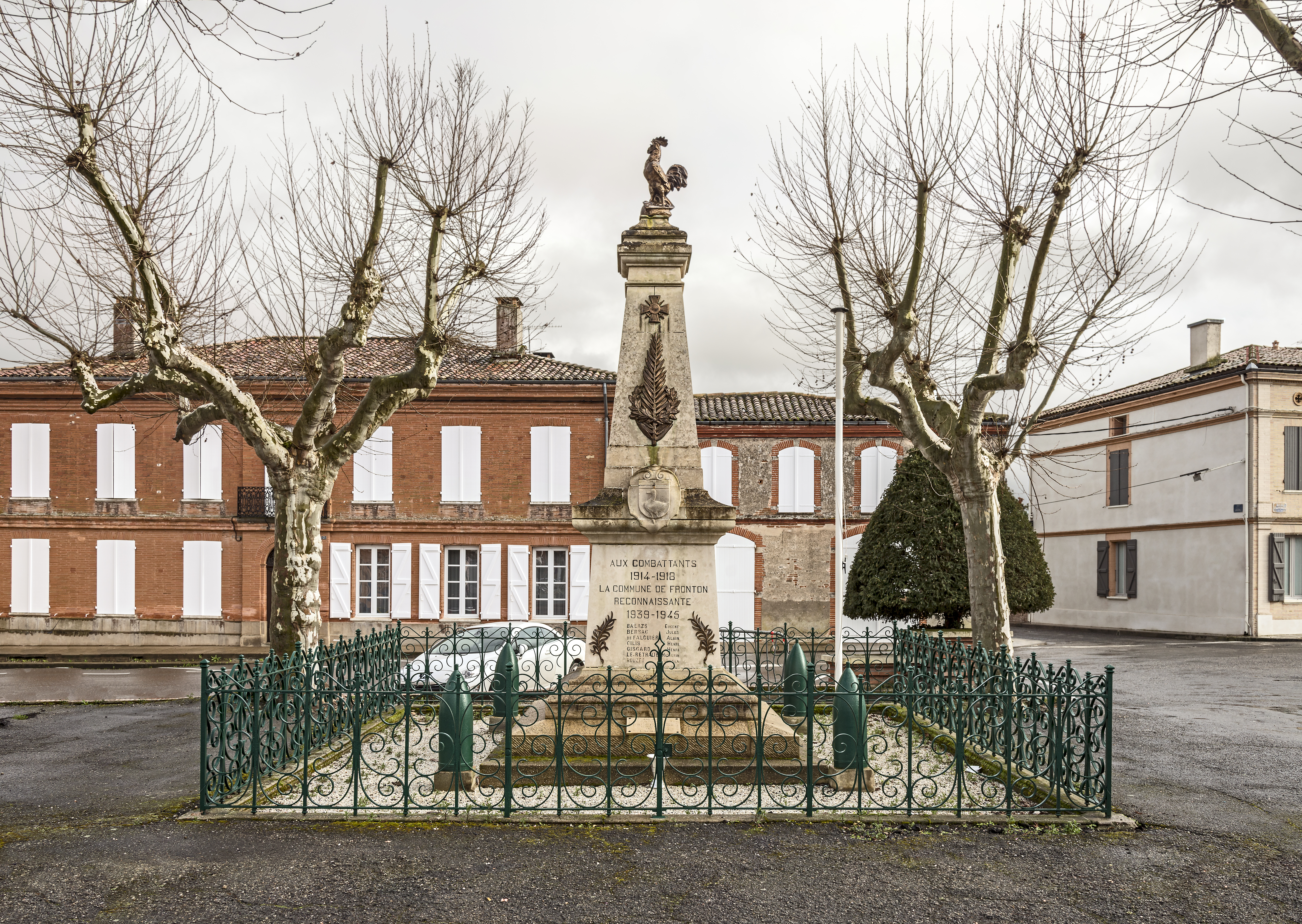
Bоенный мемориал.
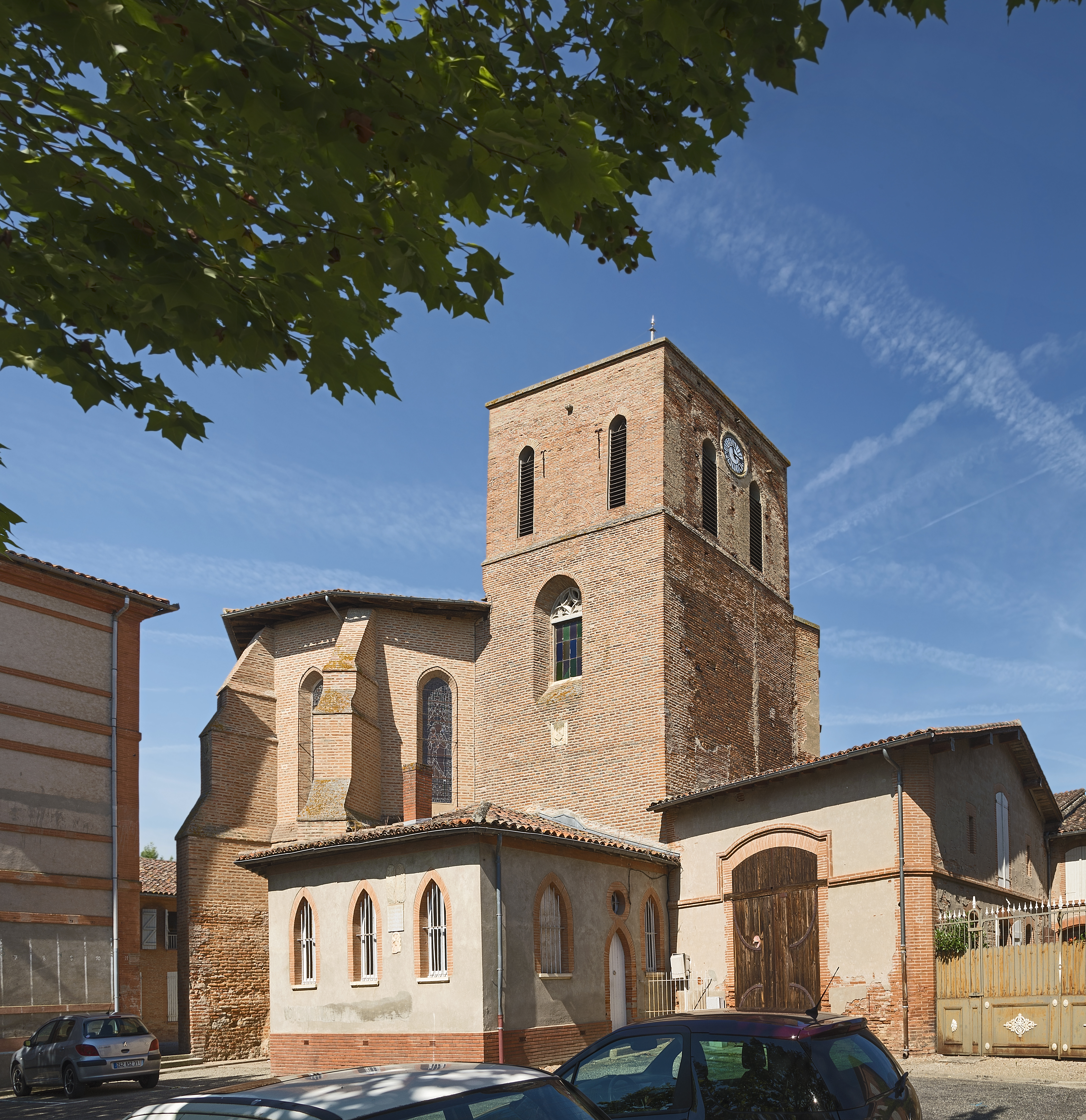
Церковь Успения Божьей Матери
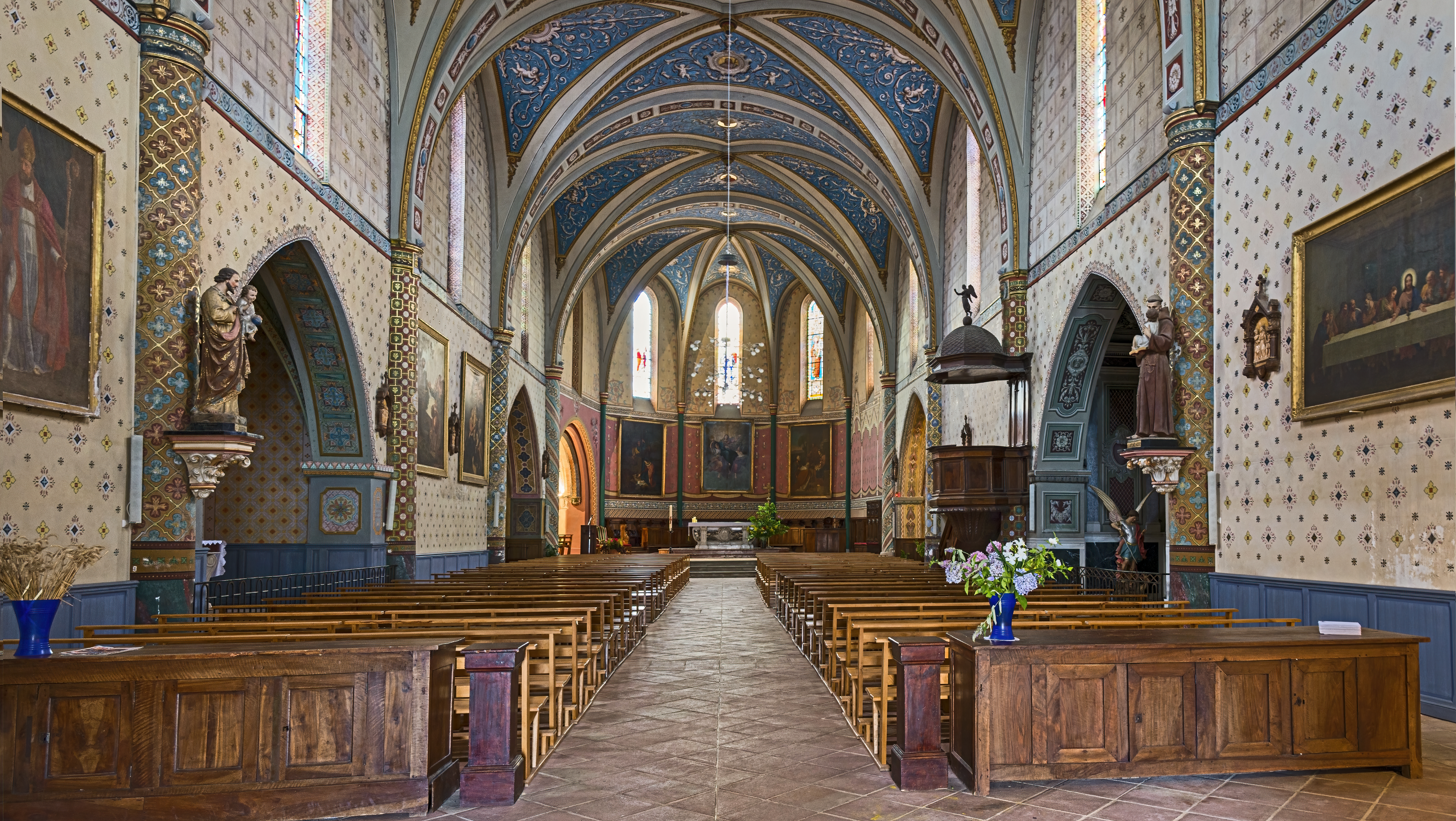
Интерьер церкви Успения Божьей Матери